# Habsburg–Tescheni Károly Ferdinánd főherceg

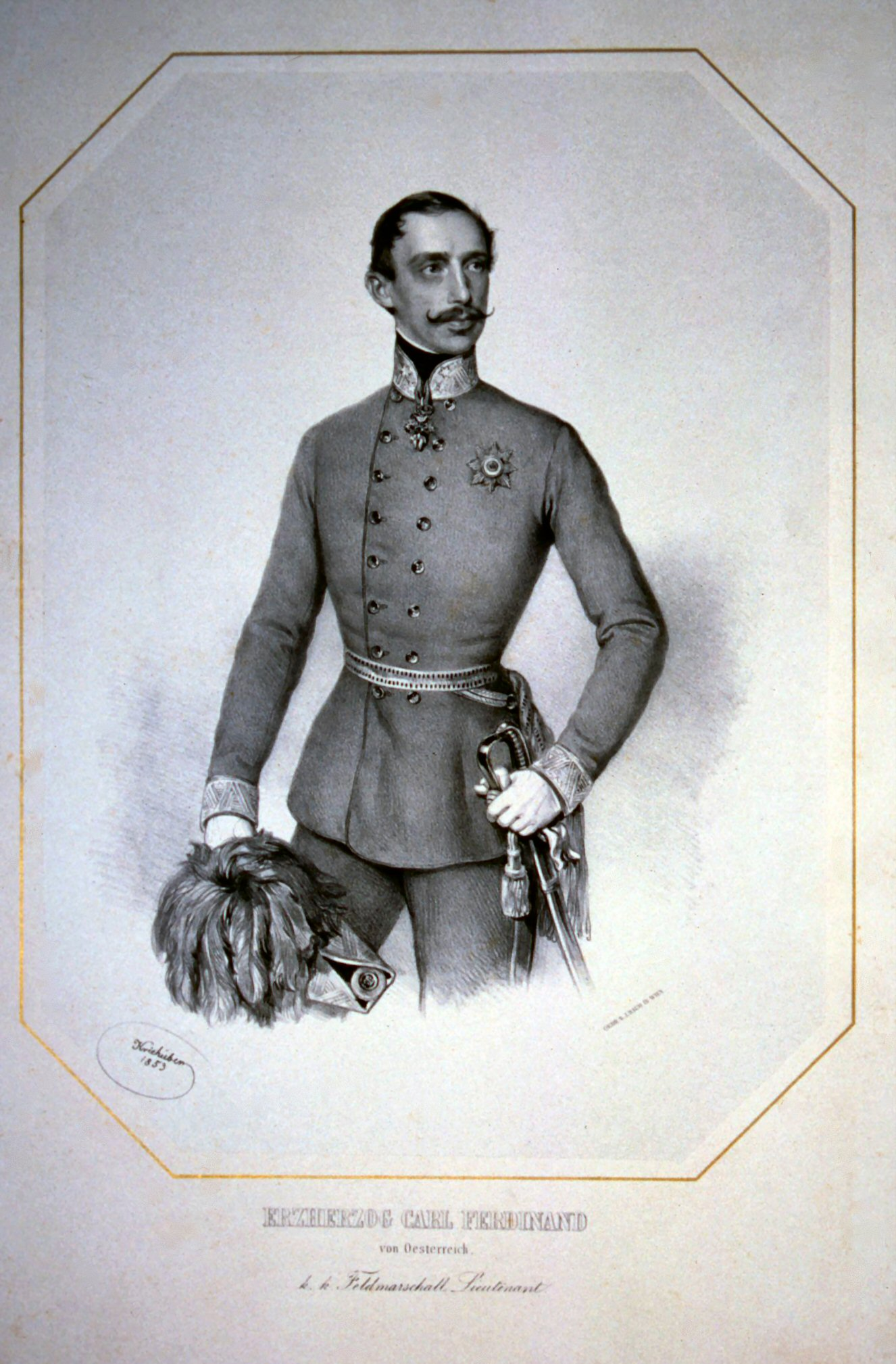
Károly Ferdinánd lovassági tábornokként, 1853. (Josef Kriehuber litográfiája).

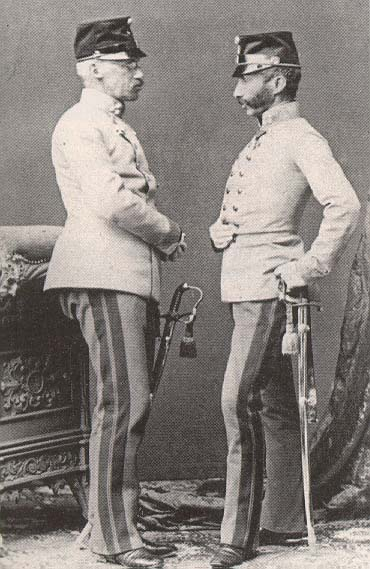
Károly Ferdinánd főherceg (jobbra) és bátyja, Albert főherceg

Habsburg–Tescheni Károly Ferdinánd (ismert még mint Ausztria–Tescheni Károly Ferdinánd főherceg, németül: Erzherzog Karl Ferdinand von Österreich-Teschen; Bécs, 1818. július 29. – Gross Seelowitz, 1874. november 20.), a Habsburg–Lotaringiai-ház tescheni ágából származó osztrák főherceg, tescheni herceg, Károly Lajos főherceg és Nassau–Weilburgi Henrietta Alexandrina gyermeke, egyben az Osztrák–Magyar Monarchia császári és királyi lovassági tábornoka. Feleségétől, Habsburg–Lotaringiai Erzsébet Franciska főhercegnőtől született gyermekei között olyan személyek vannak mint Frigyes tescheni herceg és Mária Krisztina spanyol királyné is.

## Élete

### Származása, testvérei
Károly Ferdinánd főherceg 1818. július 29-én született Bécsben. Édesapja Károly főherceg (1771–1847), Teschen első hercege volt, II. Lipót német-római császár, magyar és cseh király és Mária Ludovika császárné harmadik fia. Édesanyja Henrietta Alexandrina nassau–weilburgi hercegnő (1797–1829) volt, Frigyes Vilmos nassau–weilburgi herceg (1768–1816) és Lujza Izabella kirchbergi várgrófnő (Burggräfin) leánya. Hét gyermekük közül Károly Ferdinánd főherceg volt a második fiú. A testvérek:
- Mária Terézia Izabella főhercegnő (1816–1867), aki később II. Ferdinánd nápoly–szicíliai király feleségeként Nápoly és Szicília királynéja lett.
- Albert (Albrecht) főherceg (1817–1895), Teschen második hercege, tábornagy, főhadparancsnok. Mint Károly főherceg elsőszülött fia, apja halála után (1847-ben) örökölte a hatalmas birtokadományt és Teschen második hercegének címét.
- Károly Ferdinánd főherceg (1818–1874), akinek fiait Albert fogadta örökbe. Legidősebb fia, Frigyes főherceg tábornagy 1914-1917 között az Osztrák–Magyar Monarchia haderejének főparancsnoka lett.
- Frigyes Ferdinánd Lipót főherceg (1821–1847), a londoni szövetség Szíria elleni 1840-es hadjáratának hőse.
- Rudolf Ferenc főherceg (*/† 1822), születésekor meghalt.
- Mária Karolina Lujza Krisztina főhercegnő (1825–1915), aki az ifjabb Rainer (Ferdinánd) osztrák főherceghez, az id. Rainer főherceg és Savoyai Mária Erzsébet carignanói hercegnő fiához) ment feleségül.
- Vilmos főherceg (1827–1894), aki később az császári-királyi tüzérség főfelügyelője és a Német Lovagrend Nagymestere lett.

Károly Ferdinánd főherceg apja, Károly főherceg 1809 májusában az asperni csatában legyőzte Napóleont, és jelentős része volt az 1813-as Népek Csatájában is, amely a Francia Császárság bukásához vezetett. Károly főherceget hadvezéri érdemeiért I. Ferenc császár Teschen első hercegének méltóságába emelte. Károly főherceg 1847-ben bekövetkezett halála után a tescheni hercegi címet és a hatalmas birtokadományt elsőszülött fia, Károly Ferdinánd bátyja, Albert főherceg örökölte.

### Pályafutása
Az asperni győztes hadvezér fiai, ahogy elvárták tőlük, katonai pályára léptek. Károly Ferdinánd szolgálatát a brünni 57. gyalogezredben kezdte, később dandárparancsnok lett az itáliai császári hadseregben. 18 éves korában, 1836-ban megkapta az Aranygyapjas rendet. Udvari kamarása 1840–43 között báró Nopcsa Ferenc (1815–1904) volt, a Radetzkyról elnevezett huszárezred kapitánya, akit később Hunyad vármegye főispánjává választottak, majd 1867 után Erzsébet királyné főudvarmesterévé emelkedett.
Károly Ferdinánd főherceg 1848-ban Prágában harcolt a cseh nemzeti felkelők ellen. Az 1848–49-es forradalom és szabadságharc leverése után részt vett az osztrák császári ház megbékítési törekvéseiben. Tulajdonosa lett a nevét viselő velencei 51. gyalogezrednek, amely főleg erdélyi unitárius vallású katonákból állt. 1856. augusztus 31-én Ferenc Józseffel és az uralkodó család tagjaival együtt megjelent az esztergomi főszékesegyház felszentelési ünnepségén is.
1859-ben az itáliai hadszíntéren a IV. hadtestet irányította az olasz nemzeti felkelés elleni háborúban. 1860-ban ismét Brünnbe vezényelték, november 7-én lovassági tábornokká léptették elő, e minőségében Morvaországban és Sziléziában ténykedett.
1874. november 20-án hunyt el, 56 éves korában, a tescheni hercegi birtokon, a morvaországi Gross-Seelowitzban (ma: Židlochovice, Csehország). A bécsi kapucinusok templomában, a Habsburg-család kriptájában (Kapuzinergruft) temették el.
Károly Ferdinánd halála után bátyja, a gyermektelen Albert főherceg örökbe fogadta öccse elárvult fiait: Frigyes, Károly István és Jenő főhercegeket. Az idős marsall-nagybácsi által nevelt fiúk magas katonai rangra és parancsnoki beosztásokba jutottak a császári és királyi hadseregben, ezért a Habsburg-családnak ezt az ágát gyakran „hadvezéri ágnak” (Feldherrenlinie) nevezik. Albert főherceg 1895-ben bekövetkezett halála után unokaöccse, Károly Ferdinánd elsőszülött fia, Frigyes főherceg örökölte Teschen (harmadik) hercegének címét és a hercegi birtokot, ezzel a Birodalom egyik leggazdagabb embere lett.

## Házassága és gyermekei
Károly Ferdinánd főherceg felesége közeli rokona, a Habsburg–Lotaringiai ház magyar nádori ágából származó, ekkora már özvegy Erzsébet Franciska főhercegnő, egyben első (anyai ágról második) unokatestvére lett. A főhercegnő József nádor (Károly Ferdinánd atyai nagybátyja) és Mária Dorottya württembergi hercegnő leánya volt, akinek ez volt a második házassága. Első férje Habsburg–Estei Ferdinánd Károly Viktor modenai herceg volt, akitől egy leánya született, Mária Terézia bajor királyné. Károly Ferdinánd és Erzsébet Franciska esküvőjére 1854. április 18-án került sor. Kapcsolatukból összesen hat gyermek született, közülük négyen érték meg a felnőttkor. Gyermekeik:
1. Ferenc József főherceg (1855. március 5. – március 13.), pár naposan elhunyt.
2. Frigyes főherceg (1856. június 4. – 1936. december 30.), Teschen hercege, császári és királyi tábornagy.
3. Mária Krisztina főhercegnő (1858. július 21. – 1929. február 6.), XII. Alfonz spanyol király feleségeként spanyol királyné.
4. Károly István főherceg (1860. szeptember 5. – 1933. április 7.), a Császári és Királyi Haditengerészet főfelügyelője.
5. Jenő főherceg (1863. május 21. – 1954. december 30.), császári és királyi tábornagy, a Német Lovagrend nagymestere.
6. Mária Eleonóra főhercegnő (1864. november 19. – december 18.), egy hónapos korában elhunyt.

## Külső hivatkozások
- A Pallas nagy lexikonának cikke
- A Vasárnapi Újság 1856. szeptember 14-i száma